# Орешкинское сельское поселение
Оре́шкинское се́льское поселе́ние — упразднённое в 2012 году муниципальное образование Старицкого района Тверской области.
Орешкинское сельское поселение было образовано в соответствии с законом Тверской области от 28 февраля 2005 г. № 48-ЗО. Включило в себя территории Бабинского и Орешкинского сельских округов.
Административный центр — село Орешки.
Законом Тверской области от 28 мая 2012 года № 33-ЗО, Луковниковское сельское поселение и Орешкинское сельское поселение преобразованы в сельское поселение «Луковниково», с административным центром в селе Луковниково.

## Географические данные
- Общая площадь: 341,5 км²
- Нахождение: северо-западная часть Старицкого района
  - Граничит:
    - на севере — с Кувшиновским районом, Сокольническое СП и Заовражское СП
    - на востоке — с Торжокским районом, Страшевичское СП
    - на юге — с Луковниковским СП
    - на западе — с Селижаровским районом, Большекошинское СП и Елецкое СП

Основные реки — Большая Коша и Малая Коша.

## Экономика
В Советское время на территории поселения существовали колхозы «Звезда» и «Орешкинский».

## Население
По переписи 2002 года — 583 человек (281 Бабинский и 302 Орешкинский сельские округа), на 01.01.2008 — 570 человек.

Национальный состав: русские.

## Населенные пункты
На территории поселения находятся следующие населённые пункты:
| №  | Тип нп | Название       | Население (2008 год) |
| -- | ------ | -------------- | -------------------- |
| 1  | дер.   | Борки          | 0                    |
| 2  | дер.   | Боронкино      | 4                    |
| 3  | дер.   | Веретье        | 0                    |
| 4  | дер.   | Вороново       | 6                    |
| 5  | дер.   | Казаково       | 5                    |
| 6  | дер.   | Киселево       | 3                    |
| 7  | дер.   | Лавы           | 3                    |
| 8  | дер.   | Морозово       | 0                    |
| 9  | дер.   | Нисконицы      | 9                    |
| 10 | село   | Орешки         | 171                  |
| 11 | дер.   | Павлушково     | 0                    |
| 12 | дер.   | Страна Советов | 11                   |
| 13 | дер.   | Теплово        | 10                   |
| 14 | дер.   | Турково        | 70                   |
| 15 | дер.   | Бабино         | 203                  |
| 16 | дер.   | Быково         | 0                    |
| 17 | дер.   | Гришкино       | 7                    |
| 18 | дер.   | Денесиха       | 0                    |
| 19 | дер.   | Жагреево       | 3                    |
| 20 | дер.   | Коровкино      | 0                    |
| 21 | дер.   | Лыткино        | 1                    |
| 22 | дер.   | Малое Хорошово | 21                   |
| 23 | дер.   | Перлево        | 1                    |
| 24 | дер.   | Станы          | 0                    |
| 25 | дер.   | Хорошово       | 24                   |
| 26 | дер.   | Яковково       | 17                   |

### Бывшие населенные пункты
На территории поселения исчезли деревни Березки, Горки, Городище, Заход, Знаменка, Карманиха, Липки, Никифорково, Новое Заречье, Шептуны, Сопки, Ключики, Семёновка, Ново Тёплово, а также хутора Дроздиха, Медведково, Оселок, Старя, Труд, Яма и другие.

## История
В XVI—XVII веке территория поселения относилась к Ряснинской волости Ржевского уезда Русского государства.

С XVIII века территория поселения входила:
- в 1708—1727 гг. в Санкт-Петербургскую (Ингерманляндскую 1708—1710 гг.) губернию, Тверскую провинцию,
- в 1727—1775 гг. в Новгородскую губернию, Тверскую провинцию,
- в 1775—1796 гг. в Тверское наместничество, Старицкий уезд,
- в 1796—1924 гг. в Тверскую губернию, Старицкий уезд,Киселёвская волость.
- в 1924—1929 гг. в Тверскую губернию, Ржевский уезд,
- в 1929—1935 гг. в Западную область, Луковниковский район,
- в 1935—1960 гг. в Калининскую область, Луковниковский район
- в 1960—1990 гг. в Калининскую область, Старицкий район
- с 1990 в Тверскую область, Старицкий район.

В середине XIX-начале XX века деревни поселения относились к Киселевской волости Старицкого уезда.

## Известные люди
В деревне Денесиха родился Герой Советского Союза Василий Антонович Савельев.